# Patinação de velocidade em pista curta nos Jogos Olímpicos de Inverno de 2006 - 500 m masculino
A competição de 500 m masculino da patinação de velocidade em pista curta nos Jogos Olímpicos de Inverno de 2006 aconteceu no dia 25 de fevereiro. 

## Medalhistas
| Ouro   | USA Apolo Anton Ohno        |
| Prata  | CAN François-Louis Tremblay |
| Bronze | KOR Ahn Hyun-soo            |

## Resultados

### Primeira fase
| Pos. | Patinador           | Tempo   | Nº  |
| ---- | ------------------- | ------- | --- |
| 1    | KOR Hyun-Soo Ahn    | 42.960s | 239 |
| 2    | POL Dariusz Kulesza | 43.416s | 246 |
| 3    | GER Tyson Heung     | 43.572s | 224 |

| Pos. | Patinador                | Tempo   | Nº  |
| ---- | ------------------------ | ------- | --- |
| 1    | CAN Eric Bedard          | 42.480s | 208 |
| 2    | GBR Jon Eley             | 42.511s | 220 |
| 3    | RUS Vyacheslav Kurginyan | 43.183s | 247 |
| 4    | AUS Alex Mcewan          | 45.173s | 203 |

| Pos. | Patinador               | Tempo   | Nº  |
| ---- | ----------------------- | ------- | --- |
| 1    | BEL Wim de Deyne        | 42.883s | 206 |
| 2    | GER Arian Nachbar       | 43.006s | 225 |
| 3    | UKR Volodymyr Grygoriev | 43.583s | 250 |
| 4    | SVK Matus Uzak          | 44.525s | 249 |

| Pos. | Patinador                   | Tempo   | Nº  |
| ---- | --------------------------- | ------- | --- |
| 1    | JPN Satoru Terao            | 42.607s | 238 |
| 2    | CAN Francois-Louis Tremblay | 42.779s | 211 |
| 3    | NED Cees Juffermans         | 42.849s | 244 |
| -    | KOR Ho-Jin Seo              | DQ      | 242 |

| Pos. | Patinador           | Tempo    | Nº  |
| ---- | ------------------- | -------- | --- |
| 1    | CHN Jiajun Li       | 42.914s  | 215 |
| 2    | HUN Peter Darazs    | 42.929s  | 227 |
| 3    | RUS Mikhail Rajine  | 44.077s  | 248 |
| 4    | USA Anthony Lobello | 1:13.722 | 253 |

| Pos. | Patinador           | Tempo   | Nº  |
| ---- | ------------------- | ------- | --- |
| 1    | KOR Ho-Suk Lee      | 42.676s | 240 |
| 2    | CHN Haonan Li       | 42.703s | 214 |
| 3    | ITA Nicola Rodigari | 42.819s | 232 |
| 4    | BEL Pieter Gysel    | 42.980s | 207 |

#### Chave 7
| Pos. | Patinador              | Tempo   | Nº  |
| ---- | ---------------------- | ------- | --- |
| 1    | USA Apolo Anton Ohno   | 42.836s | 254 |
| 2    | ITA Roberto Serra      | 43.120s | 233 |
| 3    | JPN Takafumi Nishitani | 43.212s | 236 |
| 4    | GBR Paul Stanley       | 43.486s | 221 |

### Quartas de final
| Pos. | Patinador           | Tempo   | Nº  |
| ---- | ------------------- | ------- | --- |
| 1    | KOR Hyun-Soo Ahn    | 42.213s | 239 |
| 2    | JPN Satoru Terao    | 42.471s | 238 |
| 3    | NED Cees Juffermans | 42.515s | 244 |
| 4    | GER Arian Nachbar   | 42.605s | 225 |

| Pos. | Patinador           | Tempo    | Nº  |
| ---- | ------------------- | -------- | --- |
| 1    | CHN Jiajun Li       | 43.105s  | 215 |
| 2    | ITA Nicola Rodigari | 43.701s  | 232 |
| 3    | HUN Peter Darazs    | 1:01.289 | 227 |
| 4    | KOR Ho-Suk Lee      | 1:22.896 | 240 |

| Pos. | Patinador         | Tempo   | Nº  |
| ---- | ----------------- | ------- | --- |
| 1    | CAN Eric Bedard   | 42.267s | 208 |
| 2    | GBR Jon Eley      | 42.424s | 220 |
| 3    | ITA Roberto Serra | 42.773s | 233 |
| -    | CHN Haonan Li     | DQ      | 214 |

| Pos. | Patinador                   | Tempo   | Nº  |
| ---- | --------------------------- | ------- | --- |
| 1    | USA Apolo Anton Ohno        | 42.020s | 254 |
| 2    | CAN Francois-Louis Tremblay | 42.110s | 211 |
| 3    | BEL Wim de Deyne            | 42.979s | 206 |
| -    | POL Dariusz Kulesza         | DQ      | 246 |

### Semifinais
| Pos. | Patinador                   | Tempo   | Nº  |
| ---- | --------------------------- | ------- | --- |
| 1    | CAN Francois-Louis Tremblay | 42.261s | 211 |
| 2    | USA Apolo Anton Ohno        | 42.400s | 254 |
| 3    | GBR Jon Eley                | 42.650s | 220 |
| -    | CHN Jiajun Li               | DQ      | 215 |

| Pos. | Patinador           | Tempo   | Nº  |
| ---- | ------------------- | ------- | --- |
| 1    | KOR Hyun-Soo Ahn    | 41.826s | 239 |
| 2    | CAN Eric Bedard     | 41.950s | 208 |
| 3    | JPN Satoru Terao    | 42.120s | 238 |
| 4    | ITA Nicola Rodigari | 42.131s | 232 |

### Final A
| Pos. | Patinador                   | Tempo   | Nº  |
| ---- | --------------------------- | ------- | --- |
|      | USA Apolo Anton Ahno        | 41.935s | 254 |
|      | CAN Francois-Louis Tremblay | 42.002s | 211 |
|      | KOR Hyun-Soo Ahn            | 42.089s | 239 |
| 4    | CAN Eric Bedard             | 42.093s | 208 |
| 5    | GBR Jon Eley                | 42.497s | 220 |

### Final B
| Pos. | Patinador           | Tempo   | Nº  |
| ---- | ------------------- | ------- | --- |
| 6    | JPN Satoru Terao    | 42.377s | 238 |
| 7    | ITA Nicola Rodigari | 42.398s | 232 |

Legenda
| Recorde mundial      | Recorde mundial (World record)               |                       | Recorde africano                      | Recorde africano (African) |                                           | Q | Classificado por posição (Qualified) |
| Recorde olímpico     | Recorde olímpico (Olympic record)            | Recorde da América    | Recorde da América (Americas)         | q                          | Classificado por melhor tempo (Qualified) |   |                                      |
| Melhor marca do ano  | Melhor marca do ano (World leading)          | Recorde asiático      | Recorde asiático (Asian)              | DNS                        | Não largou (Did not start)                |   |                                      |
| Recorde nacional     | Recorde nacional (National record)           | Recorde europeu       | Recorde europeu (European)            | DNF                        | Não terminou (Did not finish)             |   |                                      |
| Recorde pessoal      | Recorde pessoal do atleta (Personal best)    | Recorde da Oceania    | Recorde da Oceania (Oceania)          | DSQ / DQ                   | Desclassificado (Disqualified)            |   |                                      |
| Recorde da temporada | Recorde da temporada do atleta (Season best) | Recorde sul-americano | Recorde sul-americano (South America) | NM                         | Sem marca (No mark)                       |   |                                      |